# Mariana (kommun i Brasilien)
Mariana är en kommun i Brasilien.   Den ligger i delstaten Minas Gerais, i den sydöstra delen av landet, 700 km sydost om huvudstaden Brasília. Antalet invånare är 54 179.
Följande samhällen finns i Mariana:
- Mariana

Omgivningarna runt Mariana är huvudsakligen savann. Runt Mariana är det glesbefolkat, med 16 invånare per kvadratkilometer.